# Charitopus fulviventris
Charitopus fulviventris är en stekelart som beskrevs av Förster 1860. Charitopus fulviventris ingår i släktet Charitopus, och familjen sköldlussteklar. Arten är reproducerande i Sverige.